# 涅佩季夫卡
49°46′38″N 28°48′18″E / 49.77722°N 28.80500°E
涅佩季夫卡（烏克蘭語：Непедівка），是烏克蘭的村落，位於該國西南部文尼察州，由赫米利尼克區負責管轄，始建於1640年，面積18.29平方公里，海拔高度282米，2001年人口956，人口密度每平方公里52.28人。